# Kanton Versailles-Sud
Kanton Versailles-Sud is een voormalig kanton van het Franse departement Yvelines. Kanton Versailles-Sud maakte deel uit van het arrondissement Versailles en telde 42.237 inwoners (1999). Het werd opgeheven bij decreet van 21 februari 2014 met uitwerking op 22 maart 2015.

## Gemeenten
Het kanton Versailles-Sud omvatte de volgende gemeenten:
- Versailles, deel van de gemeente : 24964 inwoners (hoofdplaats)
- Jouy-en-Josas : 7946 inwoners
- Buc : 5764 inwoners
- Châteaufort : 1453 inwoners
- Les Loges-en-Josas : 1451 inwoners
- Toussus-le-Noble : 659 inwoners